# Морваль (Па-де-Кале)
Морваль (фр. Morval) — коммуна Франции в департаменте Па-де-Кале, в регионе О-де-Франс. Население 92 человека по данным переписи 2018 года. 
Коммуна Морваль расположена в 30 километрах к югу от Арраса.
В ходе Франко-прусской войны в деревне Морваль стояли прусские войска генерала фон Гёбена перед битвой при Бапоме в январе 1871 года.

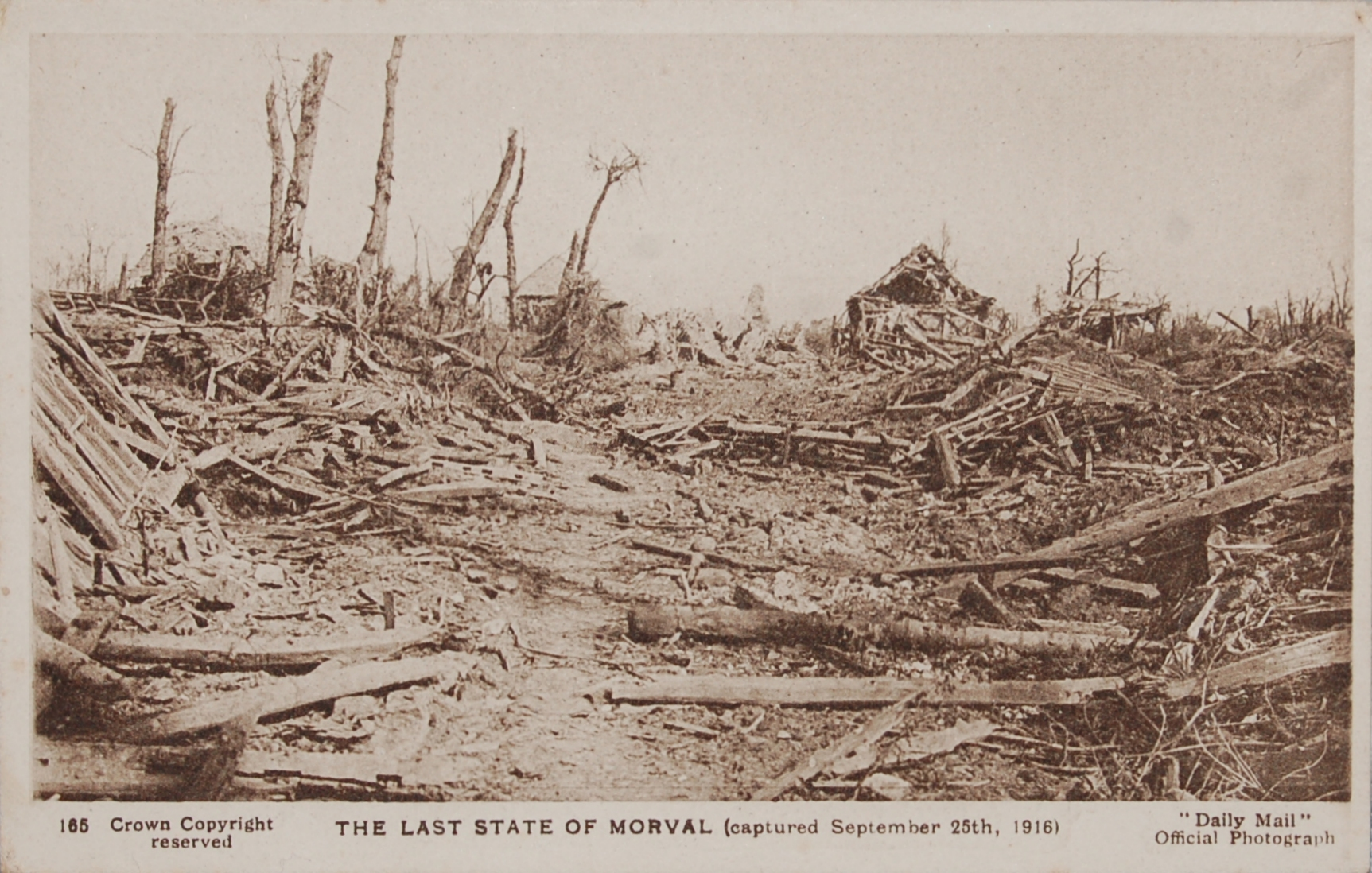
Руины деревни Морваль после битвы

Битва при Морвале, часть битвы на Сомме произошла в сентябре 1916 года. В ходе битвы Морваль и близлежащие деревни были разрушены. Британцы овладели деревней Морваль, чем отсекли сообщение немцев с Комблем. На кладбище в Морвале похоронены 54 британских солдата.